# ヨアキム・ゴスケ・モルトケ
ヨアキム・ゴスケ・モルトケ伯爵（デンマーク語: Joachim Godske lensgreve Moltke、1746年7月25日 - 1818年10月5日）は、デンマークの首相（在任：1814年 - 1818年）。息子のエーダム・ヴィルヘルム・モルトケも後に首相を務め、父のエーダム・ゴトロプ・モルトケはデンマークの外交官で国王フレデリク5世の寵臣だった。

## 生涯
ヨアキム・ゴスケ・モルトケはデンマークの外交官でフレデリク5世の宮内長官だったエーダム・ゴトロプ・モルトケとクリスティアーネ・フレデリケ・フォン・ブリュッゲマンの息子として、1746年7月25日に生まれた。父は合計で22人の子供をもうけ、その多くが政治家、外交官、将軍などの公職についた。
1814年から1818年8月14日までデンマークの首相を務めた後、1818年10月5日に死去した。

## 家族
モルトケはカスパール・フォン・ブッフヴァルト（Caspar von Buchwald）の娘ギーオウギーネ・フォン・ブッフヴァルト（1759年 - 1808年）と結婚した。2人は下記の子女をもうけた。
- エーダム・ヴィルヘルム・モルトケ（1785年 - 1864年）[1]